# Vốn pháp định
Vốn pháp định là mức vốn tối thiểu phải có để có thể thành lập một doanh nghiệp. Vốn pháp định do Cơ quan có thẩm quyền ấn định, mà nó được xem là có thể thực hiện được dự án khi thành lập doanh nghiệp. Vốn pháp định sẽ khác nhau tùy theo lĩnh vực, ngành nghề kinh doanh.

## Việt Nam
Vốn pháp định ở Việt Nam chỉ quy định cho một số ngành nghề có liên quan đến tài chính như Chứng khoán, Bảo hiểm, Kinh doanh vàng và Kinh doanh tiền tệ và kinh doanh bất động sản.

### Chứng khoán
- Môi giới chứng khoán: 25 tỷ đồng
- Tự doanh: 100 tỷ đồng
- Quản lý danh mục đầu tư: 3 tỷ đồng
- Bảo lãnh phát hành: 165 tỷ đồng
- Tư vấn đầu tư chứng khoán: 10 tỷ đồng
- Môi giới lao động, việc làm: 50 triệu đồng

### Kinh doanh vàng
- Sản xuất vàng trang sức, mỹ nghệ

Đối với các doanh nghiệp hoạt động tại thành phố Hà Nội và thành phố Hồ Chí Minh, có vốn pháp định tối thiểu là 5 tỷ đồng Việt Nam. 
Đối với các doanh nghiệp hoạt động tại các tỉnh và thành phố khác, có vốn pháp định tối thiểu là 1 tỷ đồng Việt Nam.

### Kinh doanh bảo hiểm
- Bảo hiểm phi nhân thọ: 300 tỷ đồng.
- Bảo hiểm nhân thọ: 600 tỷ đồng.
- Môi giới: 4 tỷ đồng.

### Kinh doanh tiền tệ
Theo quy định của Luật Ngân hàng và Luật các Tổ chức tín dụng vốn pháp định là 3.000 tỷ.

### Kinh doanh Bất động sản
- Kinh doanh Bất động sản: 20 tỷ đồng

Vốn pháp định là số vốn tối thiểu ban đầu khi doanh nghiệp được pháp luật công nhận, việc quy định VPĐ nhằm đảm bảo khả năng thực tiễn và mục đích kinh doanh chân chính của doanh nghiệp cũng như bảo hộ quyền lợi của những tổ chức và cá nhân có mối quan hệ với doanh nghiệp, VPĐ khác nhau đối với các loại hình tổ chức kinh doanh khác nhau về tổ chức và quy mô kinh doanh, việc quy định VPĐ phải thể hiện bằng số tiền tuyệt đối.

## Áo
- Công ty cổ phần: 70.000 Euro
- Công ty trách nhiệm hữu hạn: 35.000 Euro.

## Đức
- Công ty cổ phần: 50.000 Euro
- Công ty trách nhiệm hữu hạn: 25.000 Euro

## Thụy Sĩ
- Công ty cổ phần: 100.000 CHF
- Công ty trách nhiệm hữu hạn: ít nhất 20.000 CHF nhiều nhất là 2 triệu CHF